# Патель, Нил
Нил Патель (англ. Neil Patel; 1970 Индия) — американский юрист индийского происхождения, политик-консерватор, политический советник и издатель. Соучредитель The Daily Caller.

## Биография
Окончил Вустерскую академию, в Тринити-колледж в Коннектикуте получил степень бакалавра. В Тринити-колледже Патель жил в одной комнате с Такером Карлсоном. Окончил Школу права Джорджтаунского университета со степенью доктора юридических наук, где он был помощником редактора журнала Georgetown Journal of International Law.

## Карьера
Прежде чем стать главным политическим советником вице-президента Дика Чейни, Патель был заместителем начальника аппарата вице-президента Скутера Либби. Как советник Чейни, Патель представлял вице-президента на совещаниях Белого дома по вопросам экономики и внутренней политики, взаимодействовал с бизнес-сообществом от имени вице-президента и руководил его политическим персоналом.
Администрация Буша назначила Пателя руководителем Национального управления по телекоммуникациям и информации, но он не был утверждён.
Покинув пост советника вице-президента, Патель в сотрудничестве с Такером Карлсоном стал учредителем The Daily Caller, правого издания новостей. В июне 2020 года Карлсон продал Пателю треть своих акций The Daily Caller.
Соучредитель и управляющий директор хедж-фонда Bluebird Asset Management, специализирующегося на ценных бумагах с ипотечным покрытием.